# Zala Tibor
Zala Tibor (Pestszentlőrinc, 1920. február 7. – Budapest, 2004. július 3.) Munkácsy Mihály-díjas grafikusművész.

## Életrajza
Művészeti tanulmányait 1935-től a Székesfővárosi Községi Iparrajziskolában kezdte textilrajzoló szakon, majd az Iparművészeti Iskolán, az Iparművészeti Főiskolán folytatta. 1952-ben a Képzőművészeti Főiskolán diplomázott. Tanárai Lakatos Artúr, Dudás Jenő, Miháltz Pál, Konecsni György, Ék Sándor voltak.
1947 óta vett részt kiállításokon. Egyéni kiállításaira az országban harminckét alkalommal (köztük kétszer, 1957-ben és 1985-ben a Műcsarnokban) külföldön Varsóban 1972-ben, Indiában 1981-ben és 1982-ben, Zimbabwében 1984-ben és az Amerikai Egyesült Államokban 1997-ben került sor. Számos csoportos kiállításon vett részt Addisz-Abebától Tokióig.
1962-től a Képzőművészeti Gimnázium tanára, 1964-től 1980-ig a Képzőművészeti Gimnázium, illetve a Képző- és Iparművészeti Szakközépiskola igazgatója volt. 1997-ben jelent meg A grafika története című középiskolai szaktankönyve, amelyben együtt foglalkozott a betű és a könyv történetével, a különböző grafikai eljárások ismertetésével, valamint a plakátművészet elméleti és gyakorlati kérdéseivel. A litográfiát, rézkarcot és még sok más technikát is kifinomultan használó képzőművész volt, és eközben maradandót alkotott az alkalmazott grafika, a plakátművészet, a művészetoktatás terén is.
A Budapest Grafikai Alkotóközösség és a DunapART Művészeti Társaság tagja volt.

## Díjak, kitüntetések
- Állami ösztöndíj (1951–1952)
- Az év legjobb kereskedelmi plakát díja (1959, 1960)
- Az év legjobb politikai plakát díja (1960, 1962)
- Munkácsy Mihály-díj (1957, 1964)
- Olasz tanulmányi ösztöndíj (1968)
- SZOT-díj (1969)
- Érdemes művész (1975)
- Pro Urbe-díj (1978)
- Pro Cultura-díj (1999)